# الماذرائيون
الماذرائيون كانت عائلة من المسؤولين من العراق الذين خدموا واحتكروا فعليًا مناصب مدير المالية (العامل) في مصر والشام لسلالة الطولونيين، والخلافة العباسية، وسلالة الإخشيديين، بين 879 و946. وفي هذا الدور، جمعوا "واحدة من أكبر الثروات الشخصية في الشرق العربي في العصور الوسطى" حسب اعتقاد  تييري بيانكيس [الإنجليزية].
وكما يظهر من نسبتهم، فإن العائلة تنحدر من قرية ماذراء بالقرب من واسط في جنوب العراق. كان أول عضو برز هو أبو بكر أحمد بن إبراهيم الماذرائي، الذي عينه الحاكم المستقل لمصر والشام، أحمد بن طولون (حكم 868-884) في عام 879 مراقبًا للمالية، وهو المنصب الذي احتفظ به حتى وفاته في عام 884 م. وقد عيّن ابنيه علي وأبو علي الحسين ممثلين له في مصر والشام على التوالي. خلف علي والده وأصبح وزيرًا في عهد خمارويه بن أحمد بن طولون (حكم 884-896) وخلال فترة حكم جيش بن خمارويه القصيرة، والذي قُتل معه في عام 896 م. وقد خلفه ابنه أبو الطيب أحمد (توفي عام 915) في منصب المدير المالي، بينما خدم ابنه الآخر، أبو بكر محمد، وزيرًا للحاكم الطولوني قبل الأخير، هارون بن خمارويه (حكم من 896 إلى 904).
بعد نهاية حكم السلالة الطولونية وإعادة فرض السيطرة العباسية المباشرة على ممتلكاتهم في عام 904-905، رُحِّل العديد من أفراد الأسرة وأتباعها إلى بغداد، ولكن الحسين، الذي حافظ على الاتصالات مع البلاط العباسي، عُين مسؤولًا عن المالية المصرية. وانخرطت العائلة الآن في صراعات فئوية بين الفصائل البيروقراطية الرائدة في بغداد، وانحازت إلى المعارضة ضد عشيرة بني الفرات. وقد تقلبت ثرواتها نتيجة لذلك. وفي عام 913، انتقل الحسين مرة أخرى إلى الشام، بينما تولى ابن أخيه أبو بكر محمد الحكم في مصر، ولكن عُزل كلاهما في عام 917. شغل الحسين مرة أخرى منصب المدير المالي لمصر في الفترة من 919 إلى 922، وللمرة الثالثة والأخيرة (إلى جانب الشام) من عام 926 حتى وفاته في عام 929. وكان آخر ممثل مهم للعائلة، ابن أخ الحسين أبو بكر محمد، قد تولى إدارة المالية المصرية في عام 930-933، تحت حكم صديقه تكين الخزري. في عام 936 حاول دون جدوى مقاومة استيلاء محمد بن طغج على مصر، حتى سُجن في النهاية. أُطلق سراحه في عام 939، ولعب دورًا قياديًا في حكم الدولة الإخشيدية الجديدة حتى عزله في عام 946، بعد وفاة ابن طغج. تقاعد إلى الحياة الخاصة، وتُوفي في عام 957.